# سلاگاما
سلاگاما (به لاتین: Selagama) یک منطقهٔ مسکونی در سری‌لانکا است که در استان مرکزی (سری‌لانکا) واقع شده‌است.